# Mieniany
Mieniany – wieś w Polsce położona w województwie lubelskim, w powiecie hrubieszowskim, w gminie Hrubieszów.
| SIMC    | Nazwa            | Rodzaj    |
| ------- | ---------------- | --------- |
| 0889404 | Kolonia Mieniany | część wsi |
| 0889410 | Mieniany-Osada   | część wsi |

Wieś starostwa hrubieszowskiego położona była w XVIII wieku w ziemi chełmskiej. W latach 1867–1945 miejscowość była siedzibą gminy Mieniany. W latach 1975–1998 miejscowość administracyjnie należała do województwa zamojskiego. 
Wieś stanowi sołectwo gminy Hrubieszów. Według Narodowego Spisu Powszechnego (III 2011 r.) liczyła 543 mieszkańców i była czwartą co do wielkości miejscowością gminy Hrubieszów.
Wierni Kościoła rzymskokatolickiego należą do parafii św. Jana Chrzciciela w Czerniczynie.

## Historia
W 1429 roku wieś należała do starostwa hrubieszowskiego, do którego należała również w następnych stuleciach do XVIII wieku.

W świetle zapisów lustracji i rejestrów poborowych 1564/78 r. wieś miała 3 łany (50, 4 ha) gruntów uprawnych wraz z folwarkiem. Było tu wówczas 14 kmieci na ćwierćłanach i 10 zagrodników. Dochód roczny z wsi wynosił 16 zł. Lustracja królewszczyzn z 1661/65 r. tak mówiła o Mienianach: “Ta wieś robi do folwarku  hrubieszowskiego (...). Młyn tu był, ale go ne masz, spustoszał podczas nieprzyjaciela" (czyli w czasie wojen Rzeczypospolitej z Moskwą i Kozakami w 1655-56 r.). Według spisu z 1827 r. wieś liczyła 68 domów i 370 mieszkańców, zaś spis z r. 1921 (wówczas Mieniany pełniły rolę siedziby gminy) pokazał 69 domów oraz 430 mieszkańców, w tym 2 Żydów i aż 408 Ukraińców.
15 sierpnia 1943 r. oddziały z batalionu BCh Rysia zniszczyły tu posterunek policji ukraińskiej. W okresie PRL utworzono we wsi PGR i wzniesiono osiedle domków i bloków dla rodzin pracowniczych. Obecnie zakład w rękach prywatnych działa nadal. Dawniej istniał w Mienianach dwór, oraz drewniana cerkiew filialna, która spłonęła w niejasnych okolicznościach w 1938.

## Zabytki
- cmentarz prawosławny[13]
- klasycystyczna kaplica grobowa rodziny Madan de Magura z I poł XIX wieku – obecnie kościół filialny pw. Niepokalanego Serca NMP parafii w Czerniczynie.